# Orbis Pictus (film)
Orbis Pictus je slovensko-český hraný film z roku 1997 režiséra Martina Šulíka.
Jde o příběh šestnáctileté dívenky z dětského domova Terezky, která se vypraví hledat svoji matku a na své cestě se setkává s mnoha podivnými lidmi.

## Základní údaje
- Režie: Martin Šulík
- Scénář: Marek Leščák, Martin Šulík, Ondrej Šulaj
- Produkce: Slovenská televize Bratislava, In Film Praha, Česká televize Praha, Titanic
- Hudba: Vladimír Godár
- Kamera: Martin Štrba
- Architekt: František Lipták
- Návrhy kostýmů: Milan Čorba
- Střih: Dušan Milko
- Vedoucí výroby: Norma Kleinová
- Exteriéry: Myjava, Piešťany, Bratislava, Strečno, Kraľovany, Ružomberok, Devín
- Slovenská premiéra: 16. května 1997
- Slovenská televizní premiéra: 8. června 1998

## Hrají
- Dorota Nvotová (Terezka)
- Marián Labuda (Emil)
- Božidara Turzonovová (Marta)
- Július Satinský (Drusa)
- Emília Vášáryová (Terezčina matka)
- František Kovár (Tomáš)
- Marián Zednikovič (řidič)
- Hana Gregorová (nevěsta)
- Jakub Ursiny (ženich)
- Anton Šulík (páter)
- Oľga Vronská (stará žena)
- Róbert Zimmermann (Imriško)
- Mojmír Caban (železničář)
- Ľubica Krkošková (železničářova žena)